# Sites à chiroptères des Pyrénées orientales
Sites à chiroptères des Pyrénées orientales este o arie protejată (sit de importanță comunitară — SCI) din Franța întinsă pe o suprafață de 2.437 ha, integral pe uscat.

## Localizare
Centrul sitului Sites à chiroptères des Pyrénées orientales este situat la coordonatele 42°30′30″N 2°17′40″E / 42.50833°N 2.29444°E.

## Înființare
Situl Sites à chiroptères des Pyrénées orientales a fost declarat arie specială de conservare în baza directivei 92/43 din 1992 referitoare la conservarea habitatelor naturale și a faunei și florei sălbatice pentru a proteja 12 specii de animale.

## Biodiversitate
Situată în ecoregiunile alpină și mediteraneană, aria protejată conține 13 habitate naturale: Peșteri inaccesibile publicului, Pajiști uscate seminaturale și facies de acoperire cu tufișuri pe substraturi calcaroase (Festuco-Brometalia) (* situri importante pentru orhidee), Formațiuni ierboase bogate în specii de Nardus, dezvoltate pe substraturi silicioase în zone montane (și în zone submontane, în Europa continentală), Grohotișuri termofile și vest-mediteraneene, Pante stâncoase calcaroase cu vegetație casmofită, Păduri pe pante, grohotișuri și ravene de Tilio-Acerion, Formațiuni montane de Cytisus purgans, Pante stâncoase silicioase cu vegetație casmofită, Păduri aluvionare cu Alnus glutinosa și Fraxinus excelsior (Alno-Padion, Alnion incanae, Salicion albae), Păduri de pin (sub-) mediteraneene cu pini negri endemici, Păduri montane și subalpine de Pinus uncinata (* dezvoltate pe substrat gipsos sau calcaros), Păduri de Quercus ilex și Quercus rotundifolia, Pajiști alpine și boreale.
La baza desemnării sitului se află mai multe specii protejate:
- mamifere (11): liliac cârn (Barbastella barbastellus), Galemys pyrenaicus, vidră de râu (Lutra lutra), liliac cu aripi lungi (Miniopterus schreibersii), liliac cu urechi de șoarece (Myotis blythii), liliac cu picioare lungi (Myotis capaccinii), liliac cărămiziu (Myotis emarginatus), liliac comun (Myotis myotis), liliacul mediteranean cu potcoavă (Rhinolophus euryale), liliacul mare cu potcoavă (Rhinolophus ferrumequinum), liliacul mic cu potcoavă (Rhinolophus hipposideros)
- nevertebrate (1): Euplagia quadripunctaria